# Gradska knjižnica u Subotici
Gradska knjižnica (Gradska biblioteka) je knjižnica javnoga tipa u Subotici. Matična je ustanova za Sjevernobački okrug.
Utemeljena je 13. listopada 1890. godine. Od 1953. godine nalazi se u neobaroknoj zgradi nekadašnje Kasine projektanta Ferenca Raichla na adresi Cara Dušana 2.
Knjižnički fond čini 280.000 knjiga, fond periodike s oko 4.000 godišta časopisa i listova te posebne zbirke: zavičajna zbirka i zbirka stare i rijetke knjige. Zavičajnu zbirku čini 9200 knjiga vezanih za Suboticu i okolicu. Fond je podijeljen na knjige na srpskom i knjige na mađarskom jeziku. Na odjelima su osigurane usluge na srpskom, mađarskom i na hrvatskom jeziku.
Velik dio građe spašavao je Mijo Mandić, kojeg su zadužili 1918 g. za njegovanje fonda nekadašnjeg bibliotičko-muzejskog udruženja. Poslije je postao direktor današnje Gradske knjižnice. 1947. je rukovodilac Gradske knjižnice zadužen za organiziranje arhivske službe bio Blaško Vojnić Hajduk, što je jedan od početaka današnjeg Povijesnog arhiva.
Zgrada je spomenik kulture od iznimnog značaja.
U Subotičkoj je Gradskoj knjižnici sačuvano gotovo 70 posto kulturne baštine grada Subotice.
U knjižnici se održavaju kulturne manifestacije, organizira književne susrete, izložbe, znanstvena predavanja i skupove. Najpoznatije manifestacije koje se ovdje održavaju su Dani Balinta Vujkova, Dani Dezsőa Kosztolányija, Književni KIŠobran.